# Palazzo Caracciolo di San Teodoro

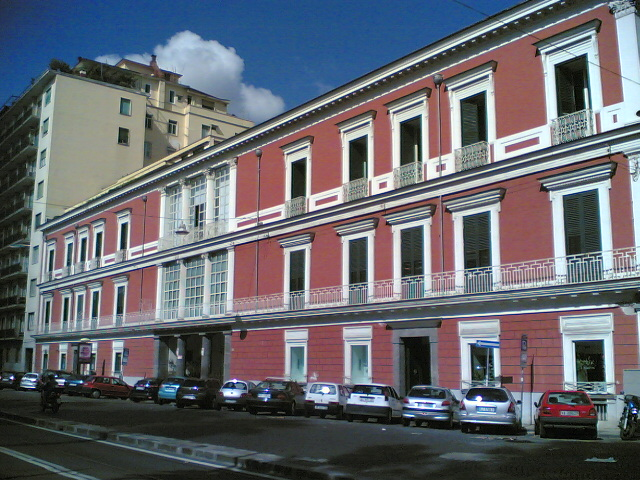
Palazzo Caracciolo di San Teodoro in Neapel

Der Palazzo Caracciolo di San Teodoro ist ein Palast aus dem 19. Jahrhundert im Viertel Chiaia von Neapel in der italienischen Region Kampanien. Er liegt in der Riviera di Chiaia, 281.

## Geschichte und Beschreibung
Den Palast ließ Carlo Luigi Caracciolo (1801–1873), Herzog von San Teodoro, in den Jahren 1826–1830 von Guglielmo Bechi erbauen.
Das Gebäude hat drei Stockwerke und in der Mitte eine mehrstöckige Loggia mit Säulen dorischer, ionischer und korinthischer Ordnung. Das Erdgeschoss mit den Säulen in dorischer Ordnung zeigt Verzierungen in Piperno, während die Dekorationen in den anderen Stockwerken aus Stuck bestehen. Die Fassade schließt nach oben mit einem gezahnten Traufgesims ab. Sie ist vollständig in Pompeirot gehalten und hat im Erdgeschoss glattes Bossenwerk.
Verschiedene Räume im ersten Obergeschoss sind mit Dekorationen im klassizistischen und neupompeianischen Stil verschönert.